# Ingo von Bredow
Ingo von Bredow (* 12. Dezember 1939 in Schleswig; † 4. November 2015) war ein deutscher Regattasegler aus der Familie von Bredow.

## Familiäres Umfeld
Ingo von Bredow entstammte dem Haus Stechow seiner weitverbreiteten Familie. Er war der Sohn des Obersten Mathias von Bredow (1898–1971) und von Ingeborg Bühring.

## Sportliche Karriere
Ingo von Bredow gewann 1956 zusammen mit Rolf Mulka den Weltmeistertitel in der Bootsklasse Flying Dutchman. Bei den Olympischen Spielen 1956 traten die beiden in der Bootsklasse Sharpie an und belegten den sechsten Platz. 1957 gewannen Mulka und von Bredow sowohl bei den deutschen Meisterschaften als auch bei den Weltmeisterschaften im Flying Dutchman; bei den Europameisterschaften erreichten sie den zweiten Platz hinter den Schweizern Pierre Siegenthaler und Michel Buzzi. 1959 gewannen Mulka und von Bredow ihren zweiten deutschen Meistertitel, und bei den Weltmeisterschaften belegten sie den dritten Platz hinter den Italienern Mario Capio/Tullio Pizzorno und den Briten Adrian Jardine/Angus Fryer. 
Bei den Olympischen Spielen 1960 fanden die Segelwettbewerbe im Golf von Neapel statt und dort stand die Bootsklasse Flying Dutchman erstmals auf dem olympischen Programm. Bei den Ausscheidungswettkämpfen für die gesamtdeutsche Mannschaft hatten eigentlich die Berliner Hans-Joachim Kadelbach und Karsten Meyer gewonnen, die Mannschaftsleitung entschied sich aber wegen der größeren Erfahrung für Rolf Mulka und Ingo von Bredow. Die beiden belegten mit ihrem Boot Macky VI in der ersten Wettfahrt den dritten Platz und gewannen die siebte und letzte Wettfahrt. An der vierten Wettfahrt konnte von Bredow wegen einer Verletzung nicht teilnehmen, als Ersatzmann sprang Kadelbach ein. In den Ruhetagen zwischen der vierten und fünften Wettfahrt erholte sich von Bredow so weit, dass er an den letzten drei Wettfahrten teilnehmen konnte. In der Gesamtwertung siegten die Norweger Bjørn Bergvall und Peder Lunde jr. vor den Dänen Hans Fogh und Ole Gunnar Petersen. Mulka und von Bredow erhielten die Bronzemedaille, Ersatzmann Kadelbach erhielt keine Medaille.
Ingo von Bredow und Rolf Mulka starteten für den Norddeutschen Regatta Verein aus Hamburg.
Für seine sportlichen Erfolge erhielt Ingo von Bredow am 9. September 1960 mit seinem Partner Rolf Mulka das Silberne Lorbeerblatt.